# 多多纳
多多納（Dòdònè），是位於希臘西北部伊庇魯斯的一個神諭處。
雖然多多納最早的銘文歷史只能追溯至約公元前550-560年，但當地延續逾一世紀的考古發掘則出土了早至邁錫尼時代的文物。這些文物部分收藏在雅典國家考古博物館，部分保存於約阿尼納附近的考古博物館。
多多納的考古遺址發現了公元前7世紀伊利里亞人的奉獻和物品。直至約公元前650年，此處一直是北方部落的宗教和神諭中心。
多多納被用於奉獻給母神狄俄涅（在其他遗址稱为瑞亞或蓋亞），而在信史時期，此處亦用作奉獻給宙斯。宙斯在青铜器时期取代了母神的地位，并生下爱神阿佛洛狄忒。多多納的聖地被希羅多德認為是最古老的希臘神諭。直至羅馬帝國後期基督教崛起為止，多多納一直都是希臘重要的宗教聖殿。
公元391-392年，将基督教定位罗马国教的狄奧多西一世關閉了所有古希臘宗教建築物，禁制了所有古希臘的傳統宗教活動，並斬去了宙斯神廟的古橡樹，多多納自此成為了廢墟。

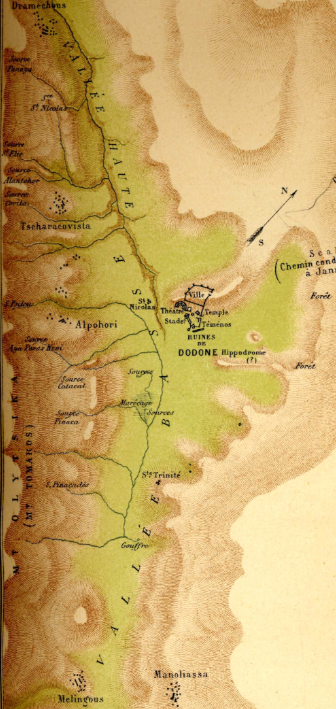
多多納的位置

聖殿遺址之示意圖

## 補充閱讀
- Easterling, P.E. and Muir, John Victor. Greek Religion and Society. Cambridge University Press, 1985. ISBN 0521287855
- Anastasios-Phoivos Christidēs, Maria Arapopoulou, and Maria Chritē. A History of Ancient Greek: From the Beginnings to Late Antiquity. Cambridge University Press, 2007. ISBN 0521833078
- Wilson, Nigel Guy. Encyclopedia Of Ancient Greece. Taylor & Francis, Inc., 2005. ISBN 9780415973342
- Marinatos, Nanno and  Hägg, Robin. Greek Sanctuaries: New Approaches Routledge, 1993. ISBN 0415053846

## 外部連結
- The Greek Ministry of Foreign Affairs' capsule history of the oracle and theatre of Dodona.
- Hellenic Ministry of Culture's page on Dodona（页面存档备份，存于）
- Harry Thurston Peck, Harper's Dictionary of Classical Antiquities（1898）, s.v. "Dodona"
- Dodona: Pathways to the Ancient World by Joe Stubenrauch
- C. E. Witcombe, "Sacred Places: Trees and the sacred"（页面存档备份，存于）
- A.E. Housman, The Oracles（页面存档备份，存于）